# 低位舌
低位舌（ていいぜつ）とは、安静時に口腔内における舌の位置（ポジション）が、正常位に比較して上下的に低位に定着している舌の状態を指して言う。

## 成長期における低位舌の歯列・顎への影響 について
子供の成長期においては、舌の上下的位置関係が正常咬合や健常な顎の発育のために大変重要な要因となる。これは上顎骨・下顎骨・上下歯槽骨等、骨の成長には舌圧が大きく影響しているからである。
通常、舌の正しいポジションは、舌尖が上顎前歯のすぐ後ろに位置し、唾液を嚥下するたびに舌が口蓋に密着する。舌の成長を伴う安静時舌圧と嚥下時舌圧が歯牙と上顎骨を前方・側方に押して上顎骨の成長を促している。一方、低位舌は舌尖の位置が低く、嚥下時に下顎前歯を裏側から押している状態である。本来、上顎骨の成長を助けるべき舌が上顎骨を前方・側方に押さないため、舌圧不足により上顎骨は成長不全・劣成長となり、上顎歯列弓が狭窄し、反対咬合・交叉咬合となる。さらに、本来嚥下時に舌が押してはいけない下顎骨と下顎の歯牙を前方・側方に押すため、過剰舌圧による下顎骨の過成長が起こり、下顎前突がさらに顕著となる。
早期に低位舌を改善するなど、早期発見早期治療が求められる。

## 原因
乳幼児期の口呼吸やおしゃぶりの常用などが考えられる。

## 治療法

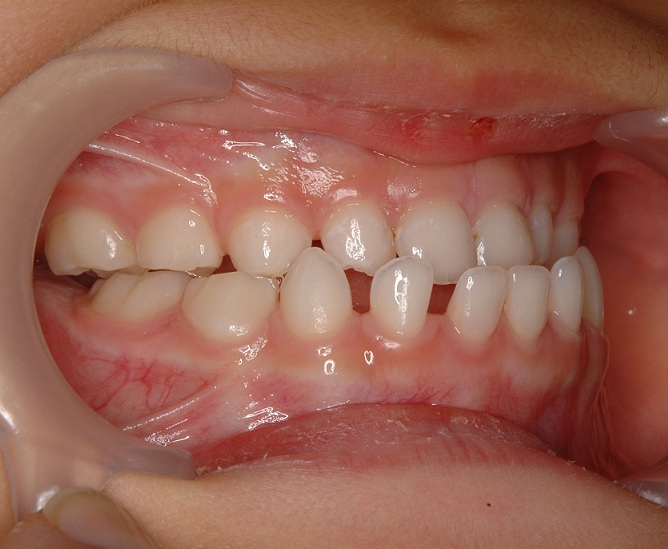
PFDS低位舌による下顎前突

近年、画期的な機能的矯正装置が開発された（ムーシールド）。今まで低位舌による乳歯列期の反対咬合・下顎前突は経過観察が一般的であったが、このムーシールド機能的矯正装置は就寝中にマウスピース型矯正装置を咥えるだけという簡便さのため、幼い子に対しても負担が小さく応用できる。低位舌・舌口唇圧バランス・筋機能を正常化させ、咬合の乱れを整える。1年間程度の就寝時のみ装着で、症状の改善がはかられる。